# Dianthidium curvatum
Dianthidium curvatum är en biart som först beskrevs av Smith 1854.  Dianthidium curvatum ingår i släktet Dianthidium och familjen buksamlarbin.

## Underarter
Arten delas in i följande underarter:
- D. c. curvatum
- D. c. sayi
- D. c. xerophilum

Tidigare räknade man med en fjärde underart, D. c. floridiense, men den betraktas numera i regel som en egen art (Dianthidium floridiense).

## Beskrivning
Arten är ett relativt litet bi med en kroppslängd på omkring 7 mm. Det är svart med gula markeringar, på bakkroppen i form av band på tergiterna (bakkroppssegmenten) 2 till 5 hos honorna, 2 till 4 hos hanarna. De senare har även tergit 7 (det sista segmentet) helt gult så när som ett smalt, svart band i den främre delen av segmentet. Även mundelarna och delar av benen är gula hos båda könen. Vingarna är mörka, främst hos honan. Speciellt hos underarterna D. c. sayi och D. c. xerophilum är ofta de gula markeringarna uppblandat med rödbrunt på huvud, mellankropp, ben och tergiternas ytterkanter.

## Ekologi
Dianthidium curvatum flyger i april till oktober och besöker korgblommiga växter som astrar, ögonblomssläktet, Grindelia, solbrudar, solrosor och cikorior (Cichorium) samt sumakväxter som Metopium, paradisblomsterväxter som paradisblomstersläktet (Cleome), videväxter som videsläktet och ärtväxter som sötväpplingar.

### Fortplantning
Till skillnad från andra medlemmar av släktet, som bygger sina bon på eller över jordytan, konstruerar honorna hos denna art larvbon i form av grävda bon, ofta i anslutning till växtrötter. Dessa är 5 till 10 cm djupa, och består av en central gång, ofta utnyttjad av flera individer av samma art, från vilken individuella gångar med larvceller utgår. Dessa senare gångar tillverkas alltid av endast en hona; någon eusocialitet förekommer alltså inte, utan arten är ett solitärt bi. Sanden i bona förstärks med kåda.

## Utbredning
Arten finns från Alberta i Kanada, över större delen av USA till Florida i sydöst. Underarten D. c. curvatum finns framför allt i östra USA, medan D. c. xerophilum finns i sydvästra USA och D. c. sayi går västerut till östra Kalifornien.